# Cachorro
Cachorro è un film del 2004 diretto da Miguel Albaladejo.
La pellicola spagnola narra la storia di un uomo gay che si ritrova a doversi occupare del nipote dopo che la madre, sua sorella, è partita per l'India, finendo per sviluppare un legame di tipo paterno con il ragazzo, rivedendo e mutando così il suo intero stile di vita precedente. Il termine spagnolo cachorro denota qualsiasi tipo di cucciolo di animali con pelliccia.

## Trama
Pedro, un corpulento dentista gay, per fare un favore alla sorella, una hippy in partenza per l'India, accetta di occuparsi di suo nipote e figlio di lei, Bernardo, di nove anni. Il padre di Bernardo è morto, e il ragazzo e suo zio non avevano mai avuto un vero rapporto finora. Il ragazzo, secondo i piani avrebbe dovuto rimanere con lo zio per alcuni giorni solamente, ma i giorni diventano sei settimane, senza che della madre si abbiano notizie.
La presenza del nipote obbliga Pedro a rivedere in un qualche modo la sua vita privata, obbligandolo a smorzare la sua finora estremamente attiva vita sessuale. In realtà, Pedro stava già cominciando a stancarsi della natura superficiale delle sue numerose storie. Anche il suo ragazzo, Manuel, non sembra essere la persona con la quale Pedro vuole davvero passare il resto della sua vita.
Fa irruzione nella sua vita Doña Teresa, tirannica nonna paterna di Bernardo. A peggiorare la situazione, arriva la notizia che la madre di Bernardo è stata arrestata in India per traffico di droga, e rischia trent'anni di carcere. Lo shock della notizia lo spinge alla consapevolezza che ora più che mai egli dovrà occuparsi del bambino, e decide di affrontare la sfida.
Improvvisamente, si rende conto che c'è tutta una serie di nuovi problemi da affrontare, dalla sistemazione di casa al trovare la scuola adatta per il ragazzo, e Pedro si ritrova a non avere neanche il tempo di rimpiangere la vita che conduceva in precedenza. Col tempo comunque, riesce ad avere di nuovo una sua vita privata, sebbene priva degli eccessi di prima.
Doña Teresa fa di nuovo la sua apparizione, questa volta per esigere la custodia del piccolo Bernardo, ma Pedro è pronto a combattere per il bene del ragazzo.
Dopo che lei ha ottenuto illegalmente informazioni riservate sullo stato di salute di Pedro, che è sieropositivo, e dopo avere ottenuto da un investigatore privato delle fotografie che ritraggono Pedro in un club gay, lo ricatta e riesce a far mandare così il piccolo Bernardo in collegio. Quando Doña Teresa va a trovare Bernardo in collegio, perfidamente gli rivela la sieropositività dello zio, ma Bernardo le ribatte che già lo aveva saputo dalla madre, e le rivela che la madre stessa lo è. Doña Teresa gli comunica quindi che Pedro si trova in ospedale, malato di polmonite. Bernardo si scaglia allora contro di lei, le dice che la odia e che è colpa sua se Pedro è in ospedale, avendolo allontanato da lui e avendogli così impedito di potersene occupare.
Passano tre anni, con un fitto scambio di lettere fra Bernardo, Pedro, la madre e la nonna, finché rivediamo Bernardo con i suoi amici ad un funerale, con una bara che viene calata nella terra. Subito dopo, arriva un taxi dal quale esce fuori un Pedro in piena salute, facendo così capire che si trattava del funerale della nonna. Dopo una breve conversazione, Bernardo abbraccia i suoi amici ed entra nel taxi assieme allo zio, ed essi partono insieme.